# Джек Андрака
Джек Томас Андрака (англ. Jack Thomas Andraka; нар. 8 січня 1997, штаті Меріленд, США) — американський винахідник та науковець. У 16-річному отримав широку популярність як творець інноваційної методики діагностування онкологічного захворювання рак підшлункової залози. Гіпотетично методика може бути доопрацьована для інших видів раку.

## Дослідження
Школяр Джек Андрака зацікавився методами діагностики раку після смерті одного з близьких друзів сім'ї. Ознайомившись з науковими публікаціями на цю тему, він поставив на мету створення точного недорогого приладу, який міг би виявити рак підшлункової залози на ранніх стадіях. Звернувшись до двох сотень вчених із проханням про надання лабораторного приміщення для експериментів, 14-річний Андрака отримав єдину позитивну відповідь від Анірбана Маїтри, професора патології, онкології і біомолекулярних технологій з університету Джона Хопкінса.
Юний дослідник працював у лабораторії протягом 7 місяців, приходячи туди після шкільних занять і по вихідних. Результатом стало створення схожого на глюкометр експериментального приладу, який з допомогою вуглецевих нанотрубок виявляє в крові білок мезотелин — основний маркер для виявлення ракових захворювань, що виробляється злоякісними клітинами. За оцінками автора тест виявився у кілька разів швидшим і дешевшим від аналогів.
Відкриття викликало широкий резонанс у ЗМІ та наукових колах. Андрака удостоївся гран-прі міжнародної наукової ярмарки «Intel International Science and Engineering Fair» та Премії Гордона Мура.
Існують скептичні думки про заяви Джека щодо «революційності» запропонованого методу, зокрема, він штучно занизив характеристики існуючих методів при порівнянні з ними.

## Біографія
Андрака народився і виріс в Меріленді. Його батько Стів — інженер, а мати Джейн — лікар-анестезіолог. Люк Андрака, старший брат Джека, також займається наукою і є володарем премії Массачусетського технологічного інституту. Джек Андрака — відкритий гей. За власним визнанням, він усвідомив свою гомосексуальність у шостому класі, а у віці 13 років, здійснив камінг-аут перед друзями та сім'єю.

## Нагороди
- Нагороджений на Intel International Science and Engineering Fair 2012 року премією імені Гордона Мура.
- Удостоєний Ватиканом премії Джузеппе Шиакка як «один із блискучих умів свого покоління» та «зразок для наслідування для сьогоднішньої молоді»[14].
- Гей-журнал Out включив Андраку до 100 «найкращих з найкращих» за підсумками 2013 року[14].